# Fyrisvellir

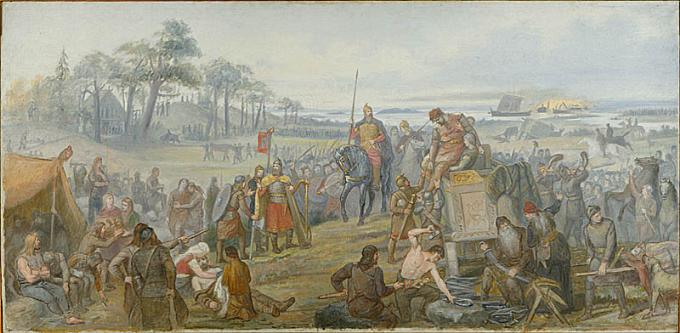
Dopo la Battaglia del Fýrisvellir, di Mårten Eskil Winge (1888).

Il Fyrisvellir (Lande del Fyris) o Fyrisvallarna era la piana paludosa (vellir) a sud di Gamla Uppsala, dove i viaggiatori dovevano lasciare le navi e camminare fino al tempio di Uppsala e alla reggia del re svedese.

## Etimologia
Il nome deriva dall'antico norreno Fyrva che significa "rifluire", e si riferisce alle umide piane parzialmente inondate che oggi sono campi asciutti e alla moderna città di Uppsala.

## Storia
Nel Medioevo, una tenuta reale chiamata Førisæng ("prato del Fyris") era localizzata qui vicino. I piccoli laghi Övre Föret ("Fyri Superiore") e Nedre Föret ("Fyri Inferiore") sono ciò che rimane del pantano e riprendono una forma moderna di Fyri (il suffisso -t è l'articolo determinativo che i nomi di laghi sempre contengono in svedese).
Il campo si trovava lungo il corso di quello che fu chiamato Fyrisån (fiume Fyris) nel XVII secolo per rendere più immediato il collegamento tra il fiume e le saghe. Nella mitologia norrena, la battaglia tra Haki e Hugleikr ebbe luogo in queste lande così come quella tra Haki e Jörundr. Fu anche il luogo dove avvenne la battaglia del Fýrisvellir tra Erik VI di Svezia e suo nipote Styrbjörn il Forte, intorno al 980.
Secondo una leggenda su Hrólfr Kraki trovata in molti testi, Hrólfr sparse oro su questa piana quando lui e i suoi uomini erano inseguiti dal re di Svezia Adils. Gli uomini del re smontarono da cavallo per raccogliere l'oro e Hrólfr Kraki riuscì a fuggire. Nella poesia scaldica ci si riferisce spesso all'oro con il kenning la semenza del Fyrisvellir.